# Svensktoppen 2012
Detta en sammanställning av de femton mest populära melodierna på Svensktoppen under 2012.
Listan för årets svensktoppsmelodier har sammanställts genom att poängen för samtliga melodier har räknats ihop under den tid de har medverkat på listan. Under år 2012 hade Svensktoppen 53 olika sändningar.

## Årets Svensktoppsmelodier 2012
| Nr | Sång                   | Framförd av                 | Poäng       | Antal veckor |
| -- | ---------------------- | --------------------------- | ----------- | ------------ |
| 1  | "Some Die Young"       | Laleh                       | 14440 poäng |              |
| 2  | "En dag i sänder"      | Helen Sjöholm och BAO       | 12526 poäng |              |
| 3  | "Den jag kunde va"     | Tomas Ledin                 | 11765 poäng |              |
| 4  | "Euphoria"             | Loreen                      | 9132 poäng  |              |
| 5  | "Flickan och kråkan"   | Timbuktu                    | 8680 poäng  |              |
| 6  | "Dry My Soul"          | Amanda Jenssen              | 7703 poäng  |              |
| 7  | "Vart jag än går"      | Stiftelsen                  | 7513 poäng  |              |
| 8  | "The Lion's Roar"      | First Aid Kit               | 6676 poäng  |              |
| 9  | "Strövtåg i hembygden" | Mando Diao                  | 5101 poäng  |              |
| 10 | "You Learn"            | Takida                      | 4759 poäng  |              |
| 11 | "Ängeln i rummet"      | Laleh                       | 4576 poäng  |              |
| 12 | "One Last Time"        | Agnes                       | 4479 poäng  |              |
| 13 | "Why Start a Fire"     | Lisa Miskovsky              | 4368 poäng  |              |
| 14 | "Break the Spell"      | Björn Skifs                 | 4251 poäng  |              |
| 15 | "Om du lämnade mig nu" | Lars Winnerbäck och Miss Li | 2974 poäng  |              |